# Associazione Calcio Napoli 1957-1958
Questa voce raccoglie le informazioni riguardanti l'Associazione Calcio Napoli nelle competizioni ufficiali della stagione 1957-1958.

## Stagione
Nella stagione 1957-1958 il Napoli ha disputato il campionato di Serie A, un torneo a 18 squadre che ha laureato Campione d'Italia la Juventus con 51 punti, davanti alla Fiorentina con 43 punti, terzo il Padova con 42 punti e quarta la squadra partenopea con 40 punti. Sono retrocesse in Serie B l'Atalanta ed il Verona.
Gli azzurri iniziarono bene il campionato, posizionandosi sempre a poca distanza dalla capolista: alla sesta giornata del girone d'andata erano alla classifica con 23 reti segnate, trascinati dalla coppia Vinício-Di Giacomo. Dopo gli stop contro Lazio e Fiorentina, alla 12sima giornata il Napoli vinse 3-1 in casa della Juventus grazie alla notevole prestazione di un febbricitante Bugatti. Nel prosieguo del campionato la squadra alternò buoni risultati e sconfitte, fino alla partita allo Stadio Arturo Collana del Vomero contro la Juventus: giocata con il pubblico schierato al limitare delle linee di gioco, vide gli azzurri imporsi per 4-3. Il Napoli chiuse al quarto posto con 40 punti, dietro Juventus, Fiorentina e Padova, con il secondo miglior attacco in campionato vanificato però dalla quinta peggior difesa, dovuto anche ad un cedimento una volta che il titolo di campione fu evidentemente conquistato dalla squadra torinese, essendo essa aritmeticamente non più scavalcabile in classifica.
Nell'estate del 1958 rinasce la Coppa Italia, giunta alla decima edizione, l'ultima è stata disputata nel 1942-43, il trofeo se l'aggiudica la Lazio che batte in finale (1-0) la Fiorentina, proprio la Lazio ha eliminato nel girone H di qualificazione il Napoli, con Palermo e Roma, con 11 punti la Lazio aveva vinto il girone, il Napoli era giunto ultimo con soli 3 punti in sei partite.

## Divise
| Prima divisa | Divisa portiere |

## Organigramma societario
- Presidente: Alfonso Cuomo
- Allenatore: Amedeo Amadei

## Rosa
| N. |                   | Ruolo | Calciatore          |
| -- | ----------------- | ----- | ------------------- |
|    | Italia (bandiera) | P     | Ottavio Bugatti     |
|    | Italia (bandiera) | P     | Brenno Fontanesi    |
|    | Italia (bandiera) | D     | Rodolfo Beltrandi   |
|    | Italia (bandiera) | D     | Luciano Comaschi    |
|    | Italia (bandiera) | D     | Pier Luigi Del Bene |
|    | Italia (bandiera) | D     | Cesare Franchini    |
|    | Italia (bandiera) | D     | Elia Greco          |
|    | Italia (bandiera) | D     | Celso Posio         |
|    | Italia (bandiera) | C     | Piero Betello       |
|    | Italia (bandiera) | C     | Gino Bertucco       |

| N. |                      | Ruolo | Calciatore               |
| -- | -------------------- | ----- | ------------------------ |
|    | Italia (bandiera)    | C     | Luigi Brugola            |
|    | Italia (bandiera)    | C     | Amedeo Gasparini         |
|    | Italia (bandiera)    | C     | Alberto Molinari         |
|    | Italia (bandiera)    | C     | Sergio Morin             |
|    | Argentina (bandiera) | C     | Bruno Pesaola (capitano) |
|    | Italia (bandiera)    | A     | Beniamino Di Giacomo     |
|    | Italia (bandiera)    | A     | Vincenzo Di Mauro        |
|    | Italia (bandiera)    | A     | Carlo Novelli            |
|    | Brasile (bandiera)   | A     | Luís Vinício             |

## Calciomercato
| Acquisti | Acquisti             | Acquisti | Acquisti   |
| R.       | Nome                 | da       | Modalità   |
| -------- | -------------------- | -------- | ---------- |
| C        | Gino Bertucco        | Verona   | definitivo |
| A        | Beniamino Di Giacomo | SPAL     | definitivo |
| A        | Amedeo Gasparini     | Brescia  | definitivo |
| A        | Carlo Novelli        | SPAL     | definitivo |

| Cessioni | Cessioni         | Cessioni  | Cessioni   |
| R.       | Nome             | a         | Modalità   |
| -------- | ---------------- | --------- | ---------- |
| A        | Giancarlo Vitali | SPAL      | definitivo |
| D        | Giorgio Granata  | Cremonese | definitivo |
| C        | Luigi Amicarelli | Verona    | prestito   |

## Risultati

### Serie A

#### Girone di andata
| Arbitro: | Lo Bello (Siracusa) |

|                                                             |           |  |
| Vinicio 10’ Brugola 18’ Di Giacomo 72’ Franchini 77’ (rig.) | Marcatori |  |

| Arbitro: | Rigato (Mestre) |

|               |           |                                |
| Bean 27’, 75’ | Marcatori | 43’ Brugola 57’ (aut.) Maldini |

| Arbitro: | Campanati (Milano) |

|                                 |           |  |
| Vinicio 17’, 23’ Di Giacomo 59’ | Marcatori |  |

| Arbitro: | Bonetto (Torino) |

|                     |           |                                             |
| Conti 3’ Perani 30’ | Marcatori | 12’ Novelli 25’ Di Giacomo 49’, 87’ Vinicio |

| Arbitro: | Liverani (Torino) |

|                                                               |           |  |
| Di Giacomo 6’, 62’, 85’ Novelli 25’, 76’ Franchini 32’ (rig.) | Marcatori |  |

| Arbitro: | Mori (Cremona) |

|                                                          |           |  |
| Pesaola 41’ Franchini 50’ (rig.) Vinicio 58’ Brugola 71’ | Marcatori |  |

| Arbitro: | Liverani (Torino) |

|                                                 |           |             |
| Vivolo 10’ (rig.) Pozzan 37’, 48’ Selmosson 69’ | Marcatori | 87’ Vinicio |

| Arbitro: | Bonetto (Torino) |

|                                            |           |             |
| Cervato 13’ Lojacono 17’, 62’ Bizzarri 61’ | Marcatori | 88’ Vinicio |

| Arbitro: | Moriconi (Roma) |

|                  |           |  |
| Vinicio 47’, 56’ | Marcatori |  |

| Alessandria 10 novembre 1957 10ª giornata | Alessandria     | 0 – 0 | Napoli | Stadio Giuseppe Moccagatta\| Arbitro: \| Rigato (Mestre) \| |
| Arbitro:                                  | Rigato (Mestre) |       |        |                                                             |

| Napoli 17 novembre 1957 11ª giornata | Napoli              | 0 – 0 | Roma | Stadio del Vomero\| Arbitro: \| Lo Bello (Siracusa) \| |
| Arbitro:                             | Lo Bello (Siracusa) |       |      |                                                        |

| Arbitro: | Orlandini (Roma) |

|             |           |                                        |
| Charles 47’ | Marcatori | 10’ Vinicio 82’ Novelli 87’ Di Giacomo |

| Arbitro: | Campanati (Milano) |

|  |           |               |
|  | Marcatori | 38’ Pivatelli |

| Arbitro: | Orlandini (Roma) |

|                  |           |  |
| Conti 7’ Firmani | Marcatori |  |

| Arbitro: | Grignani (Milano) |

|                              |           |                                    |
| Di Giacomo 3’ Posio 76’, 87’ | Marcatori | 22’ Pantaleoni 56’ (rig.) Lindskog |

| Arbitro: | Jonni (Macerata) |

|  |           |             |
|  | Marcatori | 79’ Pesaola |

| Arbitro: | Moriconi (Roma) |

|                       |           |                  |
| Vinicio 15’, 65’, 88’ | Marcatori | 63’ (rig.) David |

#### Girone di ritorno
| Arbitro: | Pieri (Trieste) |

|                         |           |            |
| Abbadie 9’ Frignani 71’ | Marcatori | 6’ Pesaola |

| Arbitro: | Rigato (Mestre) |

|            |           |  |
| Pesaola 5’ | Marcatori |  |

| Arbitro: | Campanati (Cremona) |

|                                               |           |                                          |
| Morin 17’ (aut.) Santelli 40’, 83’ Armano 88’ | Marcatori | 54’ (rig.) Pesaola 56’ Vinicio 65’ Posio |

| Arbitro: | Adami (Roma) |

|                   |           |                            |
| Bertucco 47’, 70’ | Marcatori | 36’ Bonistalli 88’ Longoni |

| Arbitro: | Annoscia (Bari) |

|                                             |           |                                     |
| Ghiandi 20’, 31’ Larini 75’ Del Vecchio 82’ | Marcatori | 9’ Bertucco 62’ Pesaola 84’ Vinicio |

| Arbitro: | Marchetti (Milano) |

|                                     |           |  |
| Brighenti 22’ Hamrin 30’ Blason 80’ | Marcatori |  |

| Arbitro: | Bonetto (Torino) |

|                    |           |               |
| Pesaola 48’ (rig.) | Marcatori | 33’ Selmosson |

| Arbitro: | Rigato (Mestre) |

|                              |           |              |
| Novelli 21’, 88’ Vinicio 57’ | Marcatori | 85’ Montuori |

| Arbitro: | Pieri (Trieste) |

|            |           |                         |
| Santin 61’ | Marcatori | 51’ Vinicio 75’ Pesaola |

| Arbitro: | Bartolomei (Roma) |

|                                               |           |                |
| Brugola 8’ Pesaola 14’ Bertucco 33’ Morin 42’ | Marcatori | 85’ Vonlanthen |

| Arbitro: | Gambarotta (Genova) |

|  |           |                            |
|  | Marcatori | 10’ Di Giacomo 46’ Vinicio |

| Arbitro: | Lo Bello (Siracusa) |

|                                          |           |                                           |
| Vinicio 4’, 77’ Brugola 24’ Bertucco 88’ | Marcatori | 6’ (aut.) Greco 58’ Stacchini 86’ Montico |

| Arbitro: | Bonetto (Torino) |

|              |           |             |
| Pascutti 56’ | Marcatori | 63’ Brugola |

| Arbitro: | Pieri (Trieste) |

|  |           |             |
|  | Marcatori | 76’ Bolzoni |

| Arbitro: | Seipelt |

|                                                                                           |           |  |
| Franchini 26’ (aut.) Comaschi 63’ (aut.) Fontanesi 64’, 74’, 87’ Lindskog 67’ Bettini 69’ | Marcatori |  |

| Arbitro: | Orlandini (Roma) |

|             |           |  |
| Betello 12’ | Marcatori |  |

| Arbitro: | Ubezio (Novara) |

|                                            |           |  |
| Cappellaro 54’, 73’ Fusato 69’ Savoini 77’ | Marcatori |  |

### Coppa Italia

#### Fase a gironi
| Arbitro: | Annoscia |

|  |           |                            |
|  | Marcatori | 70’ Menegotti 88’ Morbello |

| Arbitro: | Lo Bello (Siracusa) |

|                           |           |                    |
| Tozzi 15’, 76’ Tagnin 46’ | Marcatori | 80’ (aut.) Colombo |

| Arbitro: | Marangio (Roma) |

|                                          |           |                          |
| Novelli 4’, 86’ Comaschi 41’ Brugola 56’ | Marcatori | 67’ Benedetti 74’ Sandri |

| Arbitro: | Famulari (Messina) |

|                          |           |              |
| Orlando 80’ Da Costa 82’ | Marcatori | 85’ Molinari |

| Arbitro: | Lo Bello (Siracusa) |

|  |           |                                                |
|  | Marcatori | 13’, 42’ (rig.) Burini 18’ Pozzan 59’ Bizzarri |

| Arbitro: | Cataldo (Reggio Calabria) |

|                                                              |           |               |
| Azzali II 17’ Gomez 47’ Malavasi 57’ Biagini 61’ Lonardi 80’ | Marcatori | 15’ Gasparini |

## Statistiche

### Statistiche di squadra
| Competizione | Punti | In casa | In casa | In casa | In casa | In casa | In casa | In trasferta | In trasferta | In trasferta | In trasferta | In trasferta | In trasferta | Totale | Totale | Totale | Totale | Totale | Totale | DR  |
| Competizione | Punti | G       | V       | N       | P       | Gf      | Gs      | G            | V            | N            | P            | Gf           | Gs           | G      | V      | N      | P      | Gf     | Gs     | DR  |
| ------------ | ----- | ------- | ------- | ------- | ------- | ------- | ------- | ------------ | ------------ | ------------ | ------------ | ------------ | ------------ | ------ | ------ | ------ | ------ | ------ | ------ | --- |
| Serie A      | 40    | 17      | 12      | 3       | 2       | 41      | 13      | 17           | 5            | 3            | 9            | 24           | 42           | 34     | 17     | 6      | 11     | 65     | 55     | +10 |
| Coppa Italia | 2     | 3       | 1       | 0       | 2       | 4       | 8       | 3            | 0            | 0            | 3            | 3            | 10           | 6      | 1      | 0      | 5      | 7      | 18     | -11 |
| Totale       |       | 20      | 13      | 3       | 4       | 45      | 21      | 20           | 5            | 3            | 12           | 27           | 52           | 40     | 18     | 6      | 16     | 72     | 73     | -1  |

### Statistiche dei giocatori
| Giocatore     | Serie A  | Serie A | Coppa Italia | Coppa Italia | Totale   | Totale |
| Giocatore     | Presenze | Reti    | Presenze     | Reti         | Presenze | Reti   |
| ------------- | -------- | ------- | ------------ | ------------ | -------- | ------ |
| Assardo       | -        | -       | 1            | 0            | 1        | 0      |
| R. Beltrandi  | 24       | 0       | 3            | 0            | 27       | 0      |
| Benvenuti     | -        | -       | 5            | -12          | 5        | -12    |
| G. Bertucco   | 16       | 5       | 6            | 0            | 22       | 5      |
| P. Betello    | 11       | 1       | -            | -            | 11       | 1      |
| L. Brugola    | 26       | 6       | 4            | 1            | 30       | 7      |
| O. Bugatti    | 31       | -44     | -            | -            | 31       | -44    |
| L. Comaschi   | 23       | 0       | 6            | 1            | 29       | 1      |
| P. Del Bene   | 9        | 0       | 2            | 0            | 11       | 0      |
| B. Di Giacomo | 24       | 9       | -            | -            | 24       | 9      |
| V. Di Mauro   | -        | -       | 1            | 0            | 1        | 0      |
| Di Meo        | -        | -       | 1            | 0            | 1        | 0      |
| B. Fontanesi  | 3        | -11     | -            | -            | 3        | -11    |
| C. Franchini  | 25       | 3       | 4            | 0            | 29       | 3      |
| A. Gasparini  | 7        | 0       | 5            | 1            | 12       | 1      |
| E. Greco (II) | 29       | 0       | 6            | 0            | 35       | 0      |
| A. Molinari   | 1        | 0       | 3            | 1            | 4        | 1      |
| S. Morin      | 31       | 1       | 1            | 0            | 32       | 1      |
| C. Novelli    | 23       | 6       | 3            | 2            | 26       | 8      |
| Palestini     | -        | -       | 2            | -6           | 2        | -6     |
| B. Pesaola    | 26       | 9       | 6            | 0            | 32       | 9      |
| C. Posio      | 31       | 3       | 5            | 0            | 36       | 3      |
| Ravani        | -        | -       | 1            | 0            | 1        | 0      |
| Storchi       | -        | -       | 4            | 0            | 4        | 0      |
| L. Vinicio    | 34       | 21      | 1            | 0            | 35       | 21     |